# Фаррагут-Норт (станция метро)
Фаррагут-Норт (англ. Farragut North) — подземная пересадочная станция Вашингтонгского метро на Красной линии. Это одна из 5 первых станций системы метрополитена. Она представлена одной островной платформой. Станция обслуживается Washington Metropolitan Area Transit Authority. Расположена севернее Фаррагут-сквер у делового района Коннектикут-авеню в Даунтауне с двумя выходами на Эл-стрит и Кей-стрит, Северо-Западный квадрант Вашингтона. Пассажиропоток — 6.870 млн. (на 2010 год).
Станция была открыта 27 марта 1976 года.
Открытие станции приурочено к введению в эксплуатацию 1-й очереди системы Вашингтонского метрополитена, представленной 5 станциями (все на Красной линии): Фаррагут-Норт, Метро-Сентер, Джудикери-сквер, Юнион-Стейшн, Род-Айленд-авеню — Брентвуд. 28 октября 2011 года был открыт подземный пешеходный переход на станцию Фаррагут-Вест, обслуживаемую Синей, Оранжевой и Серебряной линиями, благодаря которому бесплатно за 30 минут пешком можно сделать пересадку между станциями